# Пинчешть (Бакеу)
Пинчешть, Пинчешті (рум. Pâncești) — село у повіті Бакеу в Румунії. Входить до складу комуни Пинчешть.
Село розташоване на відстані 225 км на північ від Бухареста, 28 км на південний схід від Бакеу, 98 км на південний захід від Ясс, 125 км на північний захід від Галаца, 137 км на північний схід від Брашова.

## Населення
За даними перепису населення 2002 року у селі проживали 1407 осіб. Усі жителі села рідною мовою назвали румунську.
Національний склад населення села:
| Національність | Кількість осіб | Відсоток |
| -------------- | -------------- | -------- |
| румуни         | 1320           | 93,8%    |
| цигани         | 87             | 6,2%     |